# Rajd Warszawski 1975
13. Rajd Warszawski "Polskiego Fiata" – 13. edycja Rajdu Warszawskiego. Był to rajd samochodowy rozgrywany od 7 do 8 października 1975 roku. Była to piąta runda Rajdowych Samochodowych Mistrzostw Polski w roku 1975. Rajd składał się z dwudziestu ośmiu odcinków specjalnych (dwa odwołano), dwóch prób wyścigowych i jednej próby slalomowej. Został rozegrany na nawierzchni asfaltowej i szutrowej. Zwycięzcą rajdu został Andrzej Jaroszewicz.

## Wyniki końcowe rajdu[1][2]
| Miejsce | Kierowca                 | Pilot                | Samochód                          | Czas      | Strata | Grupa Klasa |
| ------- | ------------------------ | -------------------- | --------------------------------- | --------- | ------ | ----------- |
| 1       | Andrzej Jaroszewicz      | Ryszard Żyszkowski   | Fiat 124 Abarth Rallye            | 2:24:30   | -      | III-V       |
| 2       | Maciej Stawowiak         | Jan Czyżyk           | Polski Fiat 125p 1600 Monte Carlo | 2:33:24   | +8:54  | II/8        |
| 3       | Włodzimierz Groblewski   | Kazimierz Roćko      | Polski Fiat 125p 1500             | 2:35:57   | +11:27 | I/8         |
| 4       | Bengt Lundstrom          | Fergus Sager         | Toyota Celica                     | 2:36:17,4 |        | [ a ]       |
| 5       | Marek Karczewski         | Stanisław Brzozowski | Polski Fiat 125p 1500             | 2:36:50   | +12:19 | I/8         |
| 6       | Tadeusz Dębowski         | Krzysztof Szaykowski | Polski Fiat 125p 1600 Monte Carlo | 2:38:31   | +14:00 | II/8        |
| 7       | Jeremi Doria-Dernałowicz | Karol Łosiak         | Polski Fiat 125p 1500             | 2:39:52   | +15:22 | I/8         |
| 8       | Josef Sivik              | Josef Rafaj          | Renault 17 Gordini                | 2:41:43,8 |        | [ a ]       |
| 9       | Dominik Mydlarski        | Richard Bisanz       | Polski Fiat 125p 1600 Monte Carlo | 2:41:44   | +17:13 | II/8        |
| 10      | Henryk Krakowczyk        | Stefan Saliński      | Wartburg 353                      | 2:43:01,4 |        | II/3-6      |
| 11      | Marian Bublewicz         | Henryk Mieczaniec    | Polski Fiat 125p 1300             | 2:44:13,0 |        | II/7        |
| 12      | Jerzy Kobyliński         | Ryszard Ryzel        | Polski Fiat 125p 1500             | 2:44:59,0 |        | I/8         |

1. 1 2  Nieliczony w klasyfikacji RSMP